# Zieńkowo (obwód smoleński)
Zieńkowo (ros. Зеньково) – wieś (ros. деревня, trb. dieriewnia) w zachodniej Rosji, w osiedlu wiejskim Smietaninskoje rejonu smoleńskiego w obwodzie smoleńskim.

## Geografia
Miejscowość położona jest w pobliżu rzeki Kuprinka, 2,5 km od przystanku kolejowego 416 km, przy drodze magistralnej M1 «Białoruś», 3,5 km od centrum administracyjnego osiedla wiejskiego (Smietanino), 27,5 km od centrum Smoleńska.

## Demografia
W 2010 r. miejscowość liczyła sobie 10 mieszkańców.